# 凯莉·拉维尼
凯莉·J·拉维尼（英語：Kaylee J Lavigne）是一位美國女模特兒。拉维尼出生於佛羅里達州邁阿密，本身擁有著36E的巨乳，且喜歡衝浪。2015年，拉维尼和模特兒萨博·马蒂（Saab Marty）及攝影師在加利福尼亞州馬里布海灘為礦泉水拍攝廣告時走光而聞名。

## 事業
拉维尼是《花花公子》雜誌旗下的模特兒之一。
拉维尼較知名的是在2015年2月底，她隨模特兒萨博·马蒂（Saab Marty）和攝影師喬爾·弗洛拉（Joel Flora）在加利福尼亞州馬里布海灘為雜誌《Glamour》拍攝一系列的時尚品牌138 Water廣告；她和马蒂都穿著白色的內褲和一件白色的T卹，身上的水讓這件衣服變得透明。並在此前間，為了配合《海灘遊俠》主題，拉维尼換上了紅色泳裝，但途中被攝影師扯下了她的右邊衣服，而使右乳房走光，其相關圖片已經在網上流傳和被全球各地的出版物收錄。

## 外部連結
- Kaylee J Lavigne Saab Marty Water Photoshoot[永久]
- Kaylee J Lavigne y Saab Marty, dos surfistas calientes